# Los Angeles Sparks 2008
La stagione 2008 delle Los Angeles Sparks fu la 12ª nella WNBA per la franchigia.
Le Los Angeles Sparks arrivarono terze nella Western Conference con un record di 20-14. Nei play-off vinsero la semifinale di conference con le Seattle Storm (2-1), perdendo poi la finale di conference con le San Antonio Silver Stars (2-1).

## Roster
| N° | Naz.                   | Ruolo | Sportivo            | Anno | Alt. | Peso |
| -- | ---------------------- | ----- | ------------------- | ---- | ---- | ---- |
| 00 | Stati Uniti (bandiera) | C     | Murriel Page        | 1975 | 188  | 73   |
| 1  | Stati Uniti (bandiera) | A     | Sidney Spencer      | 1985 | 191  | 83   |
| 2  | Stati Uniti (bandiera) | G     | Temeka Johnson      | 1982 | 160  | 66   |
| 3  | Stati Uniti (bandiera) | AC    | Candace Parker      | 1986 | 193  | 79   |
| 4  | Stati Uniti (bandiera) | G     | Kiesha Brown        | 1979 | 178  | 61   |
| 6  | Stati Uniti (bandiera) | G     | Shannon Bobbitt     | 1985 | 157  | 59   |
| 8  | Stati Uniti (bandiera) | C     | DeLisha Milton      | 1974 | 185  | 75   |
| 9  | Stati Uniti (bandiera) | C     | Lisa Leslie         | 1972 | 196  | 77   |
| 12 | Polonia (bandiera)     | C     | Margo Dydek         | 1974 | 218  | 101  |
| 23 | Stati Uniti (bandiera) | G     | Amber Jacobs        | 1982 | 173  | 69   |
| 24 | Stati Uniti (bandiera) | G     | Marie Ferdinand     | 1978 | 175  | 69   |
| 25 | Stati Uniti (bandiera) | A     | Kamela Gissendanner | 1985 | 185  | 81   |
| 31 | Stati Uniti (bandiera) | AC    | Jessica Moore       | 1982 | 191  | 79   |
| 32 | Stati Uniti (bandiera) | A     | Christi Thomas      | 1982 | 191  | 84   |
| 33 | Italia (bandiera)      | A     | Raffaella Masciadri | 1980 | 183  | 77   |

## Staff tecnico
- Allenatore: Michael Cooper
- Vice-allenatori: Laura Beeman, Marianne Stanley
- Preparatore atletico: Marco Nunez